# Аддис-Абебський легкий метрополітен
Аддис-Абебський легкий метрополітен (амх. የአዲስ አበባ ቀላል ባቡር) - мережа легкорейкового транспорту міста Аддис-Абеба, столиці Ефіопії.  Загальна довжина обох ліній становить 31,6 км, з 39 станціями Потяги мають максимальну швидкість 70 км/год
Побудована China Railway Group Limited. Будівництво профінансовано Ексімбанком Китаю Є у власності Shenzhen Metro Group

## Історія
Будівництво розпочалося в грудні 2011 року. Тестовий рух без пасажирів розпочався 1 лютого 2015 року. Загальний термін будівництва - 3 роки. Кошторисна вартість будівництва - US$475m 
Пасажирський рух по синій лінії (північ-південь) розпочався 22 вересня 2015 року, а по другій зеленій лінії (захід-схід), рух було запущено 9 листопада того ж року.

## Опис
Мережа головним чином естакадна і наземна. Функціонують 39 станцій на двох лініях.
| Лінія                 | Дата відкриття   | Довжина | Кількість станцій |
| Синя (північ-південь) | 21 вересня 2015  | 16,9 км | 23                |
| Зелена (захід-схід)   | 9 листопада 2015 | 17,4 км | 22                |

У мережі 10 надземних, 28 наземних і єдина підземна станція розташована в центрі міста, на площі Менеліка II. Є два депо, перше за станцією Каліті (для синьої лінії) і друге між станціями Мері і Айат (для зеленої лінії). Квиток коштує від 2 до 6 бир. Пасажиропотік становить 200 тисяч чоловік на день.

## Рухомий склад
На 2017 рік парк складає 41 трисекційні трамваї, з них близько 70% з низькою підлогою, виготовлені Changchun Railway Vehicles. 

## Перспективи
Є плани на розширення в усіх чотирьох напрямках. За словами Гетачева Бетру, генерального директора Корпорації «Ефіопська залізниця», уряд Ефіопії зазначив, що будь-яка нова побудована лінія повинна бути повністю розділеною класом. Крім розширення існуючих ліній, уряд Ефіопії розглядає дві нові лінії. Перший почнеться в соборі Святого Георгія, пройде по площі Мексики до штаб-квартири Африканського союзу і завершиться в Лебу, підключившись до нової національної залізничної мережі. Друга лінія почнеться в Megenagna Roundabout і проходить через аеропорт Боле, Wello Sefer область, Saris ринок область та Jommo область та закінчується у Lebu .